# (5590) 1990 VA
(5590) 1990 VA es un asteroide que forma parte de los asteroides Atón, descubierto el 9 de noviembre de 1990 por el equipo del Spacewatch desde el Observatorio Nacional de Kitt Peak, Arizona, Estados Unidos.

## Designación y nombre
Designado provisionalmente como 90 VA .

## Características orbitales
1990 VA está situado a una distancia media del Sol de 0,9856 ua, pudiendo alejarse hasta 1,261 ua y acercarse hasta 0,7101 ua. Su excentricidad es 0,279 y la inclinación orbital 14,18 grados. Emplea 357,413 días en completar una órbita alrededor del Sol.

## Características físicas
La magnitud absoluta de 1990 VA es 19,7.